# Edward Zigler
Edward Frank Zigler (* 1. März 1930 in Kansas City, Missouri, USA; † 7. Februar 2019 in North Haven, Connecticut, USA) war ein amerikanischer Entwicklungspsychologe und Sterling Professor Emeritus der Psychologie an der Yale University. Neben seiner akademischen Forschung zur kindlichen Entwicklung war er vor allem als einer der Architekten des Bundesprogramms Head Start bekannt.
Edward Zigler hat durch fünf Jahrzehnte Pionierarbeit in der frühen Kindheitsentwicklung das gesundheitliche, bildungspolitische, soziale und emotionale Wohlbefinden von Kindern verbessert.

## Leben

### Frühes Leben und Bildung
Zigler wurde 1930 in Kansas City als Sohn von Frank Zigler und Gertrude Gleitman Zigler geboren. Seine Eltern und zwei ältere Schwestern waren aus Polen in die Vereinigten Staaten eingewandert. Zigler diente während des Koreakrieges als Staff Sergeant in der US Army. Er besuchte die University of Missouri in Kansas City, wo er 1954 einen Bachelorabschluss (B.S.) erhielt. Im Jahr 1955 schrieb sich Zigler an der University of Texas ein, wo er 1958 in Entwicklungspsychologie promovierte.

### Karriere
Ein Großteil von Ziglers Arbeit war angewandte Forschung, die darauf abzielte, Dienstleistungen für benachteiligte Kinder zu entwickeln und zu verbessern, einschließlich Nachteile durch geistige und entwicklungsbezogene Behinderungen oder Armut.
Er lehrte ein Jahr lang an der University of Missouri in Columbia, bevor er 1959 an die Yale School of Medicine wechselte. 1970 ernannte der damalige Präsident der Vereinigten Staaten Richard Nixon Zigler zum ersten Direktor des Office of Child Development. Dort arbeitete Zigler daran, das unter der Johnson-Administration entwickelte Head-Start-Programm zu starten. Präsident Johnson hatte einen „Krieg gegen die Armut“ erklärt, worauf Zigler und andere das Kindesentwicklungsprogramm gründeten, das seit 1965 mehr als 32 Millionen Kindern geholfen hat. Das Vorschulprogramm wurde von der amerikanischen Regierung finanziert und mit mehr als 900.000 Kindern durchgeführt, die größtenteils aus Familien kamen, deren Einkommen unter der Armutsgrenze lag. Zigler war überzeugt davon, dass die Kinder langfristig Vorteile daraus ziehen.
Neben vielen weiteren Beiträgen des öffentlichen Dienstes war er Vorsitzender der Vietnamese Children's Resettlement Advisory Group für Präsident Ford, Vorsitzender des Head Start Committee zum fünfzehnten Jahrestag, das Präsident Carter mit der Planung des zukünftigen Verlaufs des Head Start-Programms beauftragte, und Mitgestalter des Family and Medical Leave Act.
1978 gründete Zigler das Bush Center for Child Development and Social Policy an der Yale University mit Mitteln der Bush Foundation of Minnesota. Der Schwerpunkt des Zentrums liegt darin, die Ergebnisse der empirischen Forschung zur Entwicklung von Kindern zu nutzen, um die Bemühungen der Politik zur Verbesserung des Lebens von Kindern zu unterstützen. Das Zentrum wurde 2005 in Edward Zigler Center for Child Development and Social Policy umbenannt.

### Persönliches Leben
Zigler war seit 1955 mit Bernice Gorelick (* 22. Mai 1932; † 4. Februar 2017) verheiratet und hatte einen Sohn. Er starb in North Haven am 7. Februar 2019 im Alter von 88 Jahren. Er hinterlässt seinen Sohn Perrin Scott Ziegler (Dekan der School of Drama an der University of North Carolina School of the Arts), eine Schwiegertochter, zwei Enkelinnen sowie seine jüngere Schwester.

## Auszeichnungen
Im Jahr 2000 erhielt Zigler den Heinz Award in der Kategorie Public Policy.
Im Jahr 2003 wurde er Mitglied der American Academy of Arts and Sciences.
Im Jahr 2008 erhielt Zigler den World of Children Humanitarian Award.